# Дабата
Даба́та (бур. Дабаата) — улус в Заиграевском районе Бурятии, входит в сельское поселение «Дабатуйское».

## География
Расположен в 3 км к северо-востоку от центра сельского поселения, села Эрхирик, на правобережье ручья Дабата (в 1,5 км к северу от места его впадения в Уду), по северной стороне межрегиональной автодороги Р436 Улан-Удэ — Чита.

## Население
| 2002 | 2010 |
| ---- | ---- |
| 40   | ↗100 |

## Известные уроженцы
Кенсур Агван Нима — видный деятель тибетского буддизма, преподаватель буддийского учения, настоятель Гоман-дацана монастыря Дрепунг с 1978 по 1980 год.